# 铁岭站
铁岭站，位于中华人民共和国辽宁省铁岭市银州区，是京哈铁路、铁法铁路上的火车站，建于1900年，由沈阳局集团管辖。
车站随东清铁路初建于1898年，原名西关站，1900年被义和团焚毁。1901年车站区间临时通车，1903年全线正式通车。1905年在日俄战争期间车站再次被撤离俄军烧毁，直至1907年由满铁重建，命名铁岭驿。1912年第三次烧毁，满铁重建的车站于1913年12月投用。1956年修建铁法铁路:111。
1992年，沈阳铁路局在原站房南侧新建站房。并于2011年进行站房装修，并改造1站台。2025年3月3日起车站开始进行雨棚改造，6月12日结束。

## 车站结构
铁岭站目前使用的站房于1993年投入使用，共有两层。站房内设有三个候车室，共设600余个候车座位，可同时容纳2000余名旅客候车。

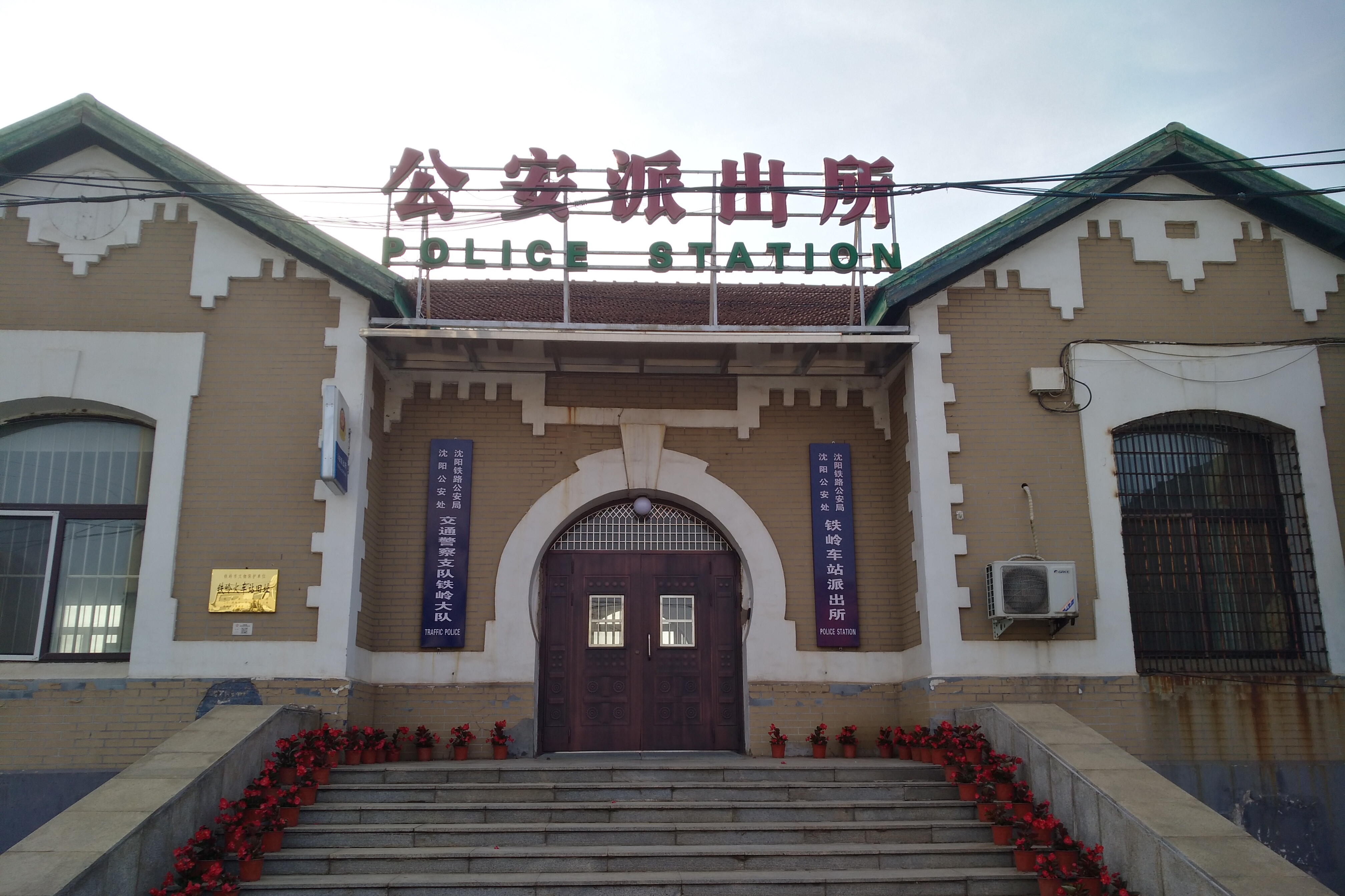
车站旧址建筑，现为公安派出所
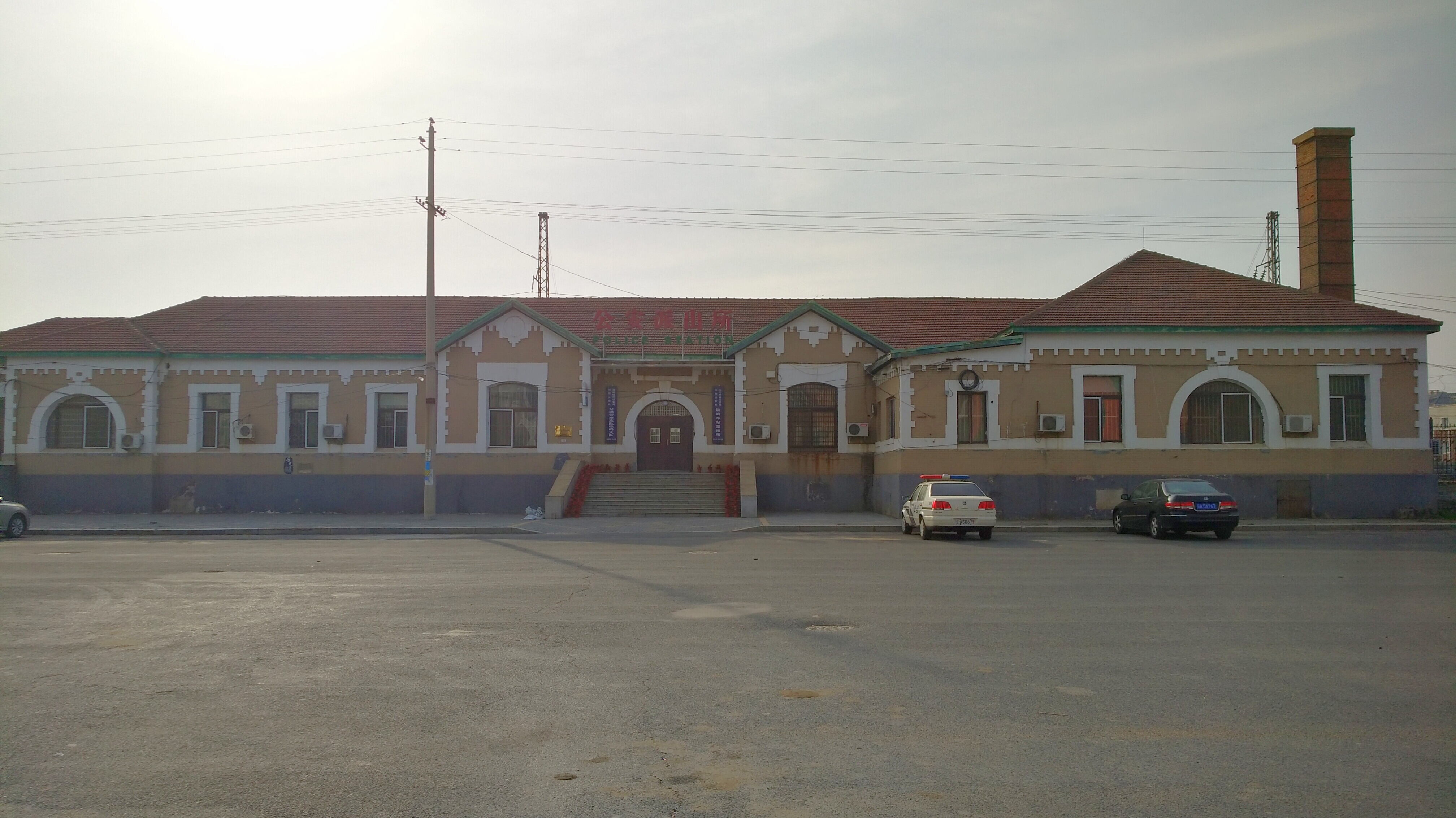
车站旧站房
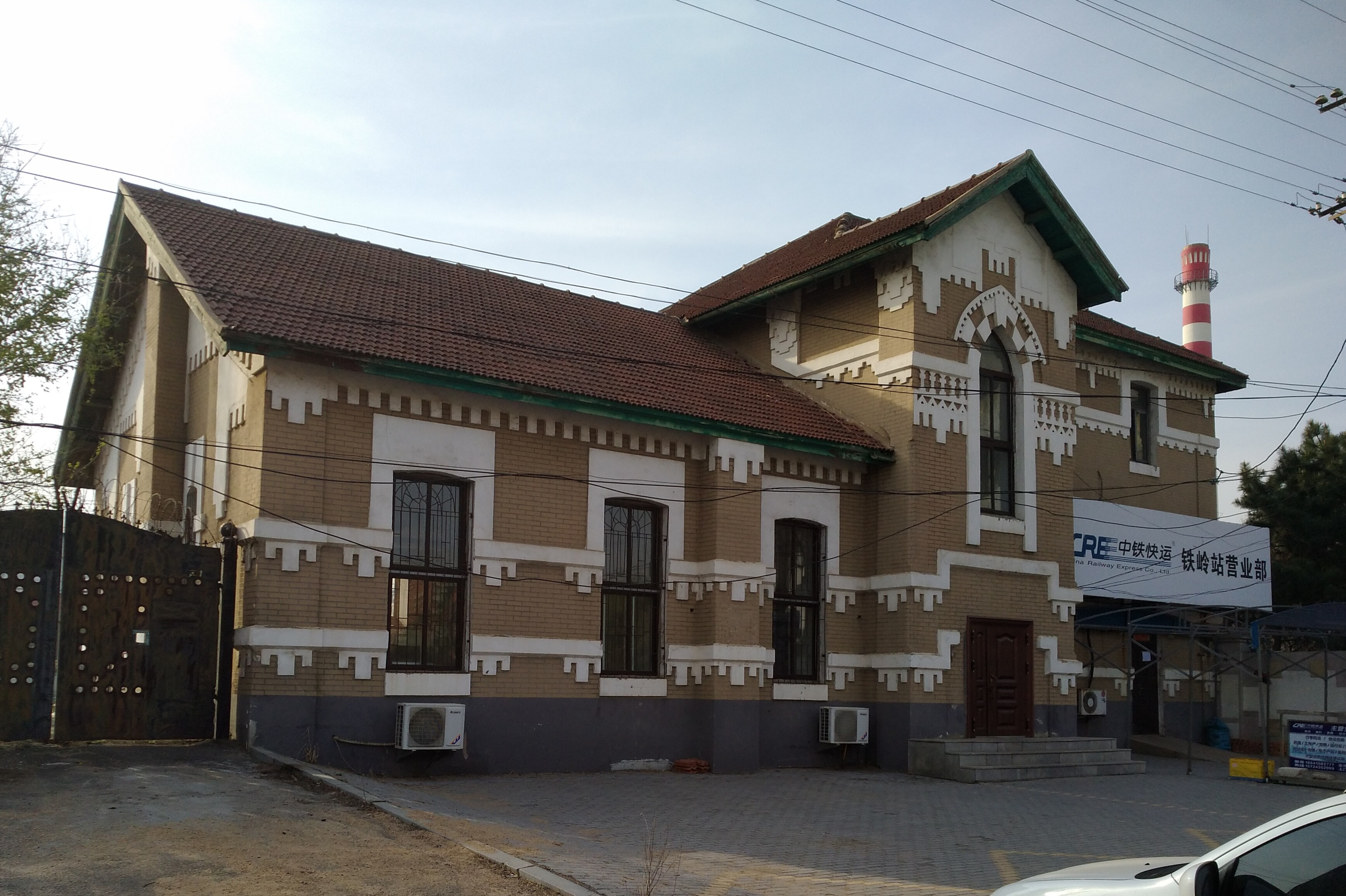
中铁快运营业部

### 站场
车站在鼎盛时期设有7条到发线（含正线）、9条调车线及牵出线，并设有东、西两个货场:111。目前设有2座旅客站台，分别往沈阳和四平方向。

## 外部連結
- 维基共享资源上的相關多媒體資源：铁岭站